# Gmina Färgelanda
Gmina Färgelanda (szw. Färgelanda kommun) – gmina w Szwecji, w regionie Västra Götaland, z siedzibą w Färgelanda.
Pod względem zaludnienia Färgelanda jest 261. gminą w Szwecji. Zamieszkuje ją 6886 osób, z czego 48% to kobiety (3305) i 52% to mężczyźni (3581). W gminie zameldowanych jest 188 cudzoziemców. Na każdy kilometr kwadratowy przypada 11,61 mieszkańca. Pod względem wielkości gmina zajmuje 159. miejsce.